# Datagram Delivery Protocol
Datagram Delivery Protocol (DDP) je protokol síťové vrstvy sady protokolů AppleTalk. Jeho hlavním úkolem je doručování datagramů mezi sokety na uzlech v síti AppleTalk.
Všechny protokoly aplikační vrstvy v sítí AppleTalk včetně infrastrukturních protokolů Name Binding Protocol (NBP), Routing Table Maintenance Protocol (RTMP) a Zone Information Protocol (ZIP) využívají protokol DDP.